# Samundi
Samundi es una película dramática de acción india en tamil de 1992 dirigida por Manoj Kumar. La película está protagonizada por R. Sarathkumar y Kanaka. Se estrenó el 18 de septiembre de 1992.

## Trama
Samundi, su madre y su hermana pequeña Lakshmi se mudan a su nueva casa en un pequeño pueblo. Ponnuthayi, una lavandera, simpatiza con la familia de Samundi y se enamora de él. Rajangam y su hermano aterrorizan a los aldeanos. Un día, el sonido de las campanas del templo y el anuncio de la fiesta provocaron en Samundi un ataque de ira incontrolable. Ponnuthayi le pregunta la razón de su ira y Samundi le cuenta sobre su trágico pasado.
En el pasado, Samundi preparó la boda de su hermana Rasathi y la llevó al templo. Allí se enfrentó a unos matones. En el enfrentamiento, Rasathi fue empujado al lago y se ahogó. La boda fue cancelada y la familia de Samundi abandonó su pueblo.
Samundi no puede tolerar más la opresión de los secuaces de Rajangam y los golpea. Los aldeanos entonces aclaman a Samundi y Rajangam se siente ridiculizado. En la boda de Samundi, un oficial de policía, bajo las órdenes de Rajangam, arresta al inocente Samundi. Luego de la presión de los aldeanos, Samundi es liberado. Samundi, enojado, entra en la casa de Rajangam con un machete y mata a Rajangam y, para su sorpresa, encuentra a su hermana Rasathi viva y vistiendo un sari blanco (ropa de viuda). Lo que sucede después constituye el quid de la historia.

## Elenco
- R. Sarathkumar como Samundi
- Kanaka como Ponnuthayi
- Meera como Rasathi
- Sangita como Lakshmi
- Goundamani
- Mansoor Ali Khan como Rajangam
- Uday Prakash
- Varalakshmi como la madre de Samundi
- Ponnambalam
- Samikannu como el padre de Ponnuthayi
- Thideer Kannaiah
- Sethu Vinayagam
- Joker Thulasi
- Singamuthu
- King Kong

## Producción
El rodaje de la película se llevó a cabo en Gobichettipalayam, una pequeña ciudad cerca de Coimbatore, que se hizo famosa después del tremendo éxito de Chinna Thambi.

## Banda sonora
La música fue compuesta por Deva, con letras escritas por Vaali.
| Canción            | Cantante(s)                     | Duración |
| ------------------ | ------------------------------- | -------- |
| "Ethungadi"        | KS Chitra                       | 4:46     |
| "Canción de amor"  | SP Balasubrahmanyam, KS Chithra | 5:09     |
| "Kummanum"         | S. Janaki                       | 4:50     |
| "Mannai Thottu"    | SP Balasubrahmanyam             | 4:13     |
| "Muthu Nagai"      | SP Balasubrahmanyam, S. Janaki  | 5:24     |
| "El Kathava Sathu" | SP Balasubrahmanyam, S. Janaki  | 4:43     |

## Recepción
Malini Mannath de The Indian Express dijo: «La película no ofrece nada nuevo en términos de entretenimiento ni puede mantener a los espectadores pegados a sus asientos por mucho tiempo». La película completó 100 días de exhibición en taquilla.